# Gustavsberg (Sundsvall)
Gustavsberg is een plaats in de gemeente Sundsvall in het landschap Medelpad en de provincie Västernorrlands län in Zweden. De plaats heeft 235 inwoners (2005) en een oppervlakte van 47 hectare. De plaats aan de westkant van het eiland Alnön en de plaats ligt aan de Botnische Golf.